# Taeniophyllum alwisii
Taeniophyllum alwisii är en orkidéart som beskrevs av John Lindley. Taeniophyllum alwisii ingår i släktet Taeniophyllum och familjen orkidéer. Inga underarter finns listade i Catalogue of Life.

## Bildgalleri

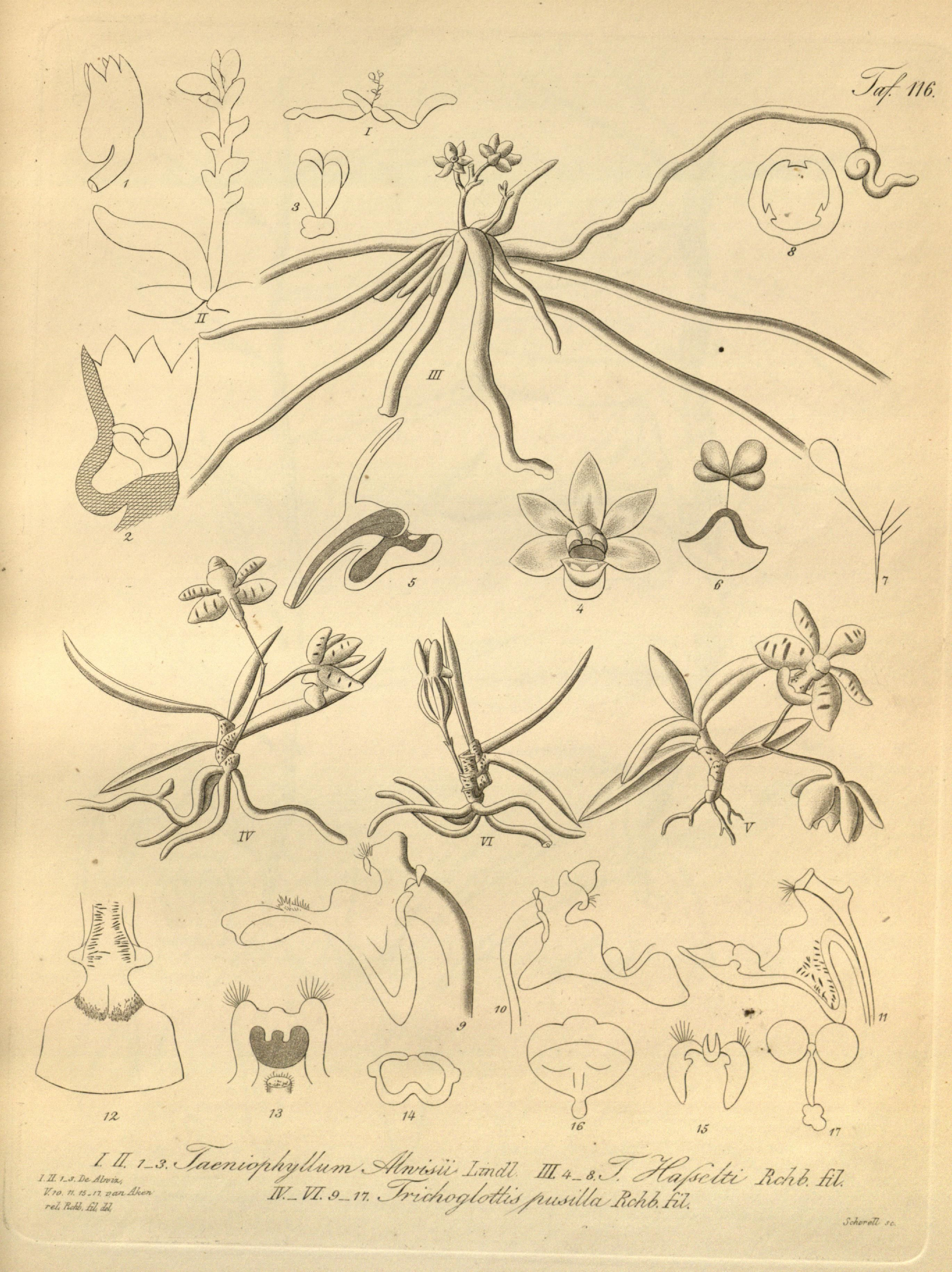